# Liczby całkowite Gaussa

Liczby pierwsze Gaussa mogą być liczbami całkowitymi, ale wiele z nich ma niezerową część urojoną. Na rysunku liczby pierwsze Gaussa zostały wyróżnione kolorem zielonym.

Liczby całkowite Gaussa (liczby całkowite zespolone) – liczby zespolone, których części rzeczywiste i części urojone są liczbami całkowitymi. Formalnie, zbiór liczb całkowitych Gaussa definiuje się jako {\displaystyle \mathbb {Z} [i]=\{a+bi:a,b\in \mathbb {Z} \wedge i^{2}=-1\}}.
Wraz ze zwykłym dodawaniem i mnożeniem liczb zespolonych liczby całkowite Gaussa tworzą, podobnie jak liczby całkowite, dziedzinę całkowitości, a nawet pierścień Euklidesa. Zbiór liczb całkowitych Gaussa nie jest natomiast pierścieniem uporządkowanym, podczas gdy zbiór liczb całkowitych jest takim pierścieniem.
Elementami odwracalnymi pierścienia {\displaystyle \mathbb {Z} [i]} są: {\displaystyle 1,-1,i,-i}. Mnożenie przez element odwracalny nie zmienia modułu liczby całkowitej Gaussa. Elementy odwracalne z działaniem mnożenia tworzą grupę czteroelementową izomorficzną grupie cyklicznej czteroelementowej. Generatorami tej grupy są {\displaystyle -i} oraz {\displaystyle +i.} Grupa ta działa na {\displaystyle \mathbb {Z} [i]} i można ją interpretować geometrycznie jako grupę obrotów generowaną przez obrót dokoła początku układu współrzędnych o kąt prosty (obrót ten odpowiada mnożeniu przez {\displaystyle +i}). Poza orbitą jednoelementową {0} orbity tego działania są czteroelementowe, po jednym elemencie w każdej z ćwiartek układu współrzędnych, a dokładniej w zbiorach
{\displaystyle \{x+yi:x>0,y\geqslant 0\}} (I ćwiartka),
{\displaystyle \{x+yi:x\leqslant 0,y>0\}} (II ćwiartka),
{\displaystyle \{x+yi:x<0,y\leqslant 0\}} (III ćwiartka),
{\displaystyle \{x+yi:x\geqslant 0,y<0\}} (IV ćwiartka).
Elementy pierwsze pierścienia {\displaystyle \mathbb {Z} [i]} są czasem nazywane liczbami pierwszymi Gaussa. Mają one głęboki związek z liczbami pierwszymi pierścienia {\displaystyle \mathbb {Z} } oraz ze starym pytaniem Diofantosa o liczby całkowite dodatnie, które można przedstawić w postaci sumy kwadratów liczb całkowitych. Liczby pierwsze w {\displaystyle z=x+yi\in \mathbb {Z} [i]} można opisać w następujący sposób:
1. Jeśli kwadrat modułu {\displaystyle |z|^{2}=x^{2}+y^{2}} liczby {\displaystyle z} jest w {\displaystyle \mathbb {Z} } liczbą pierwszą postaci {\displaystyle 4n+1} (gdzie {\displaystyle n\in \mathbb {Z} _{+}}), to {\displaystyle z} jest liczbą pierwszą w {\displaystyle \mathbb {Z} [i].} Każda liczba pierwsza w {\displaystyle \mathbb {Z} _{+}} postaci {\displaystyle 4n+1} rozkłada się na iloczyn dwóch liczb pierwszych Gaussa.
2. Liczba 2 jest podzielna przez kwadrat liczby pierwszej {\displaystyle 1+i\in \mathbb {Z} [i].}
3. Liczba pierwsza w {\displaystyle \mathbb {Z} } postaci {\displaystyle 4n+3} jest liczbą pierwszą w {\displaystyle \mathbb {Z} [i].}

Każda liczba pierwsza Gaussa jest jednego z trzech powyższych typów z dokładnością do mnożenia przez element odwracalny {\displaystyle (1,-1,i,-i).}

## Przykłady
- Liczby 3, 7, 11, 19 są liczbami pierwszymi Gaussa.
- Liczbie pierwszej 5 odpowiadają liczby pierwsze Gaussa {\displaystyle 1+2i,1-2i.}
- Liczbie pierwszej 13 odpowiadają liczby pierwsze Gaussa {\displaystyle 2+3i,2-3i.}
- Liczbie pierwszej 17 odpowiadają liczby pierwsze Gaussa {\displaystyle 1+4i,1-4i.}
- Ponieważ moduł iloczynu liczb zespolonych jest równy iloczynowi modułów tych liczb, więc jeśli {\displaystyle u=a+bi} i {\displaystyle v=c+di,} to

{\displaystyle (a^{2}+b^{2})\cdot (c^{2}+d^{2})=|u|^{2}\cdot |v|^{2}=|uv|^{2}=(ac-bd)^{2}+(ad+bc)^{2},}
czyli dla dowolnych liczb całkowitych {\displaystyle a,b,c,d}
{\displaystyle (a^{2}+b^{2})\cdot (c^{2}+d^{2})=(ac-bd)^{2}+(ad+bc)^{2}.}